# 852
Cette page concerne l'année 852  du calendrier julien. Pour l'année 852 av. J.-C., voir 852 av. J.-C.
L'année 852 est une année bissextile qui commence un vendredi.

## Événements

### Proche-Orient
- Février - mars (ramadan 234)[1] : inauguration de la plus grande mosquée du monde à Samarra sur le Tigre pouvant contenir 100 000 fidèles, construite par le calife abbasside Jafar al-Mutawakkil (débutée en 848).
- 10 mars : le gouverneur abbasside Youssef est tué à Muş en mars par les paysans de Sassoun[2].
- Printemps : après la capture du patrice d'Arménie Bagrat par le représentant du calife Yousouf, les Arméniens s’unissent par l’alliance des Bagratouni, des Mamikonian et de quelques autres grandes familles[3]. Le calife envoie contre eux une armée de 200 000 hommes conduite par le général turc Bugha al-Kabir.
- 30 août : les troupes de Bugha al-Kabir passent la Koura[4]. Les Arméniens sont écrasés, leur pays est dévasté. Une grande partie de la noblesse est exterminée.

- Le grand cadi mutazilite Ibn Abî Du'ad est destitué par le calife Jafar al-Mutawakkil et remplacé par le sunnite Yahya ibn al-Aktham[5].

### Europe
- 9 janvier : les Vikings, avec à leur tête Sydroc, détruisent l'abbaye de Saint-Wandrille de Fontenelle[6] et pour la première fois hivernent en Basse-Seine jusqu'au 5 juin. Ils s'installent également à l'embouchure de la Charente et dévastent le Bas-Poitou.
- 3 avril : Robert le Fort, ancêtre des Capétiens, est mentionné comme abbé laïc de Marmoutier à Tours[7]. Il descendrait de Witukind[8], aristocrate d’Empire originaire de Saxe installé en Touraine.
- Mai : le roi Louis II d'Italie échoue à prendre Bari aux musulmans[9].
- 5 juin : les Normands d’Asgeirr quittent le bassin parisien pour opérer à Bordeaux[10].
- 25 juillet : premières chartes du règne de Burgred, roi de Mercie (fin en 874)[11].
- Septembre : Pépin II d'Aquitaine est fait prisonnier par le duc de Vasconie Sanche II Sanche qui le livre à Charles le Chauve. Déposé par le concile de Soissons, il est enfermé au monastère de Saint-Médard de Soissons jusqu'en 854[12].
- 16 septembre : exécution à Cordoue des mozarabes Rogellus et Servus-Dei, accusés de blasphème[13]. Peu avant sa mort, Abd al-Rahman II demande la tenue d'un concile à Cordoue réuni par les archevêques de Tolède et de Séville. Les évêques désapprouvent le martyre volontaire[14].
- 23 septembre : début du règne de Muhammad Ier émir de Cordoue (fin en 886)[15].
- 9 octobre : une autre flotte normande, dirigée par Godfrid Haraldsson (en) remonte la Seine. Elle est rejointe par les 250 navires de Sydroc, qui vient de remporter d’importants succès sur la côte frisonne. Les Scandinaves sont retranchés dans une petite île de la Seine, Oscellus (sans doute Jeufosse, près des Andelys). Lothaire Ier et Charles le Chauve unissent leurs forces, en vain. Charles doit payer de nouveau un tribut (danegeld) pour obtenir le départ des Vikings. Sydroc ne quitte les rives de la Seine que pour mieux piller ailleurs[16].
- 1er novembre : Hincmar convoque le synode de Reims[17], qui règlemente notamment les guildes marchandes[18].
- 4 novembre[19] : les comtes Ramnulf de Poitiers et Ragenold d’Herbauge battent les Vikings à la bataille de Brillac[20].

- Tolède proclame son indépendance vis-à-vis de Cordoue[21].
- Musa ibn Musa prend le contrôle de la ville de Saragosse sur demande de l'émir de Cordoue.
- Les musulmans prennent et pillent Barcelone. Les Juifs sont accusés d'avoir livré la ville[22].
- Début du règne de Boris Ier de Bulgarie. Il étend ses états et leur impose le christianisme après sa conversion en 864 (fin en 889)[23].
- Victoire décisive des Danois sur les Norvégiens à Carlingford en Irlande[24]. La puissance norvégienne en Irlande semble au plus mal quand intervient la flotte royale d’Olaf le Blanc (Amlaibh pour les Irlandais) qui prend Dublin en 853.
- Scandinavie : En Suède, la paroisse chrétienne de Birka est à nouveau ouverte. Le roi danois Hárekr permet la création d’une autre paroisse à Slesvig (fin en 854)[25].